# Tòa thị chính

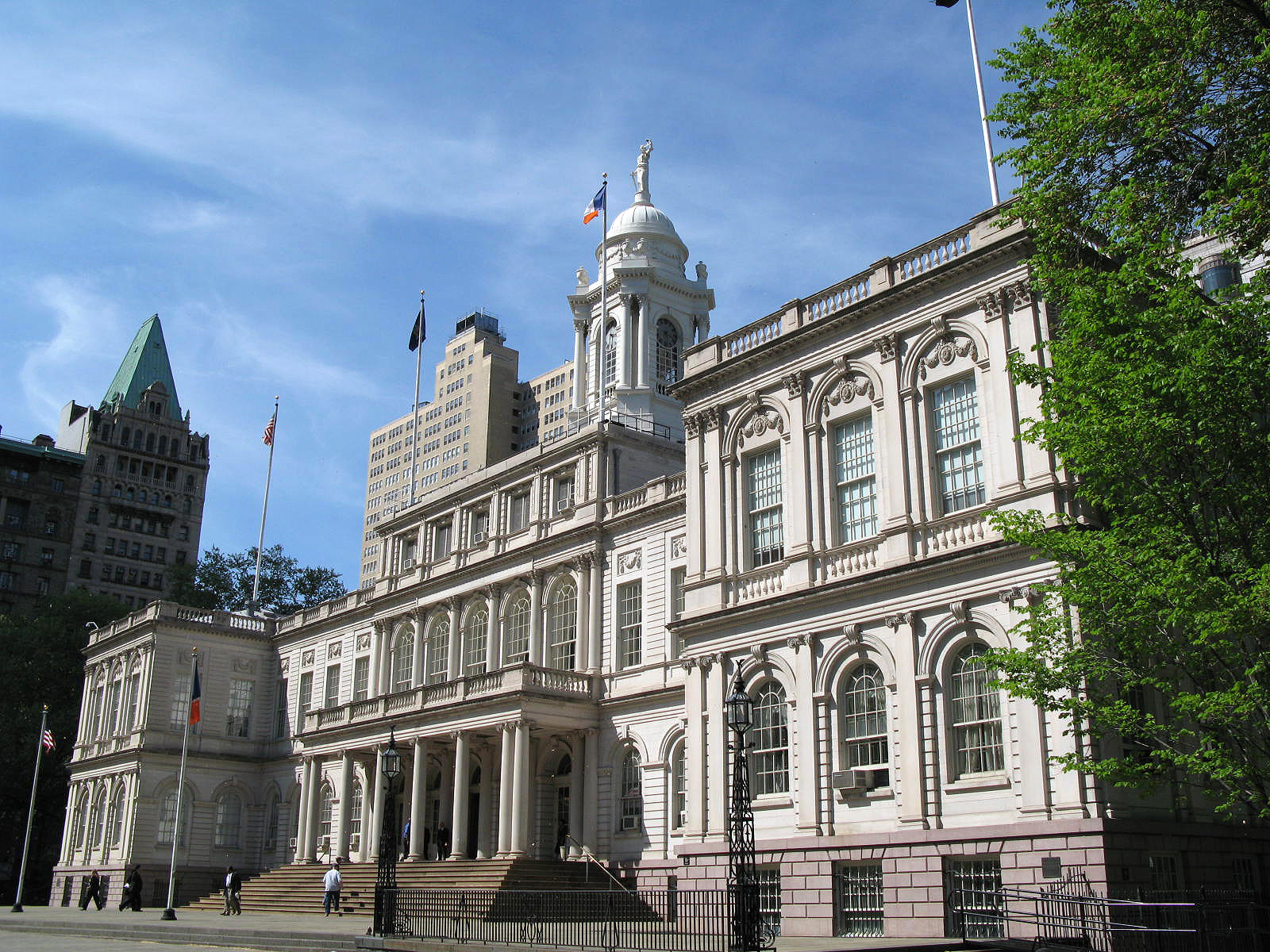
Tòa thị chính New York, tòa nhà chính quyền địa phương lâu đời nhất Hoa Kỳ, hoàn thành năm 1812

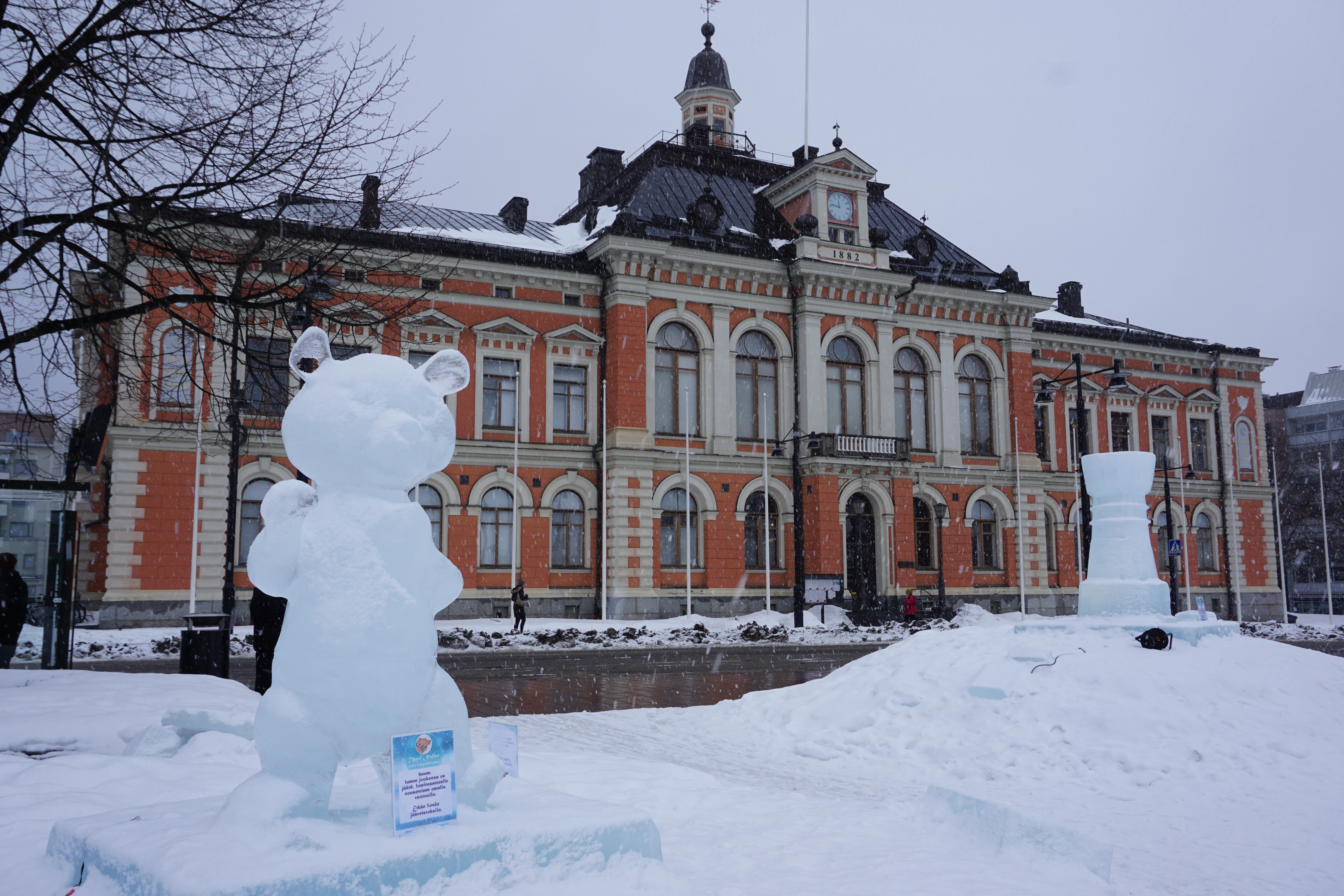
Tòa thị chính thành phố Kuopio tại Phần Lan

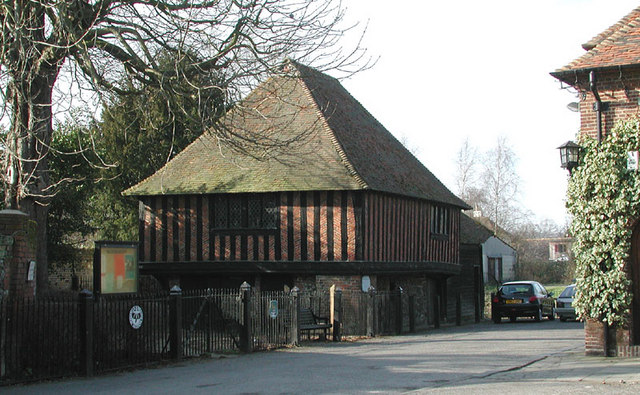
Tòa thị chính từ thế kỉ thứ 16 tại Fordwich, Kent, Anh, trông giống một nhà chợ

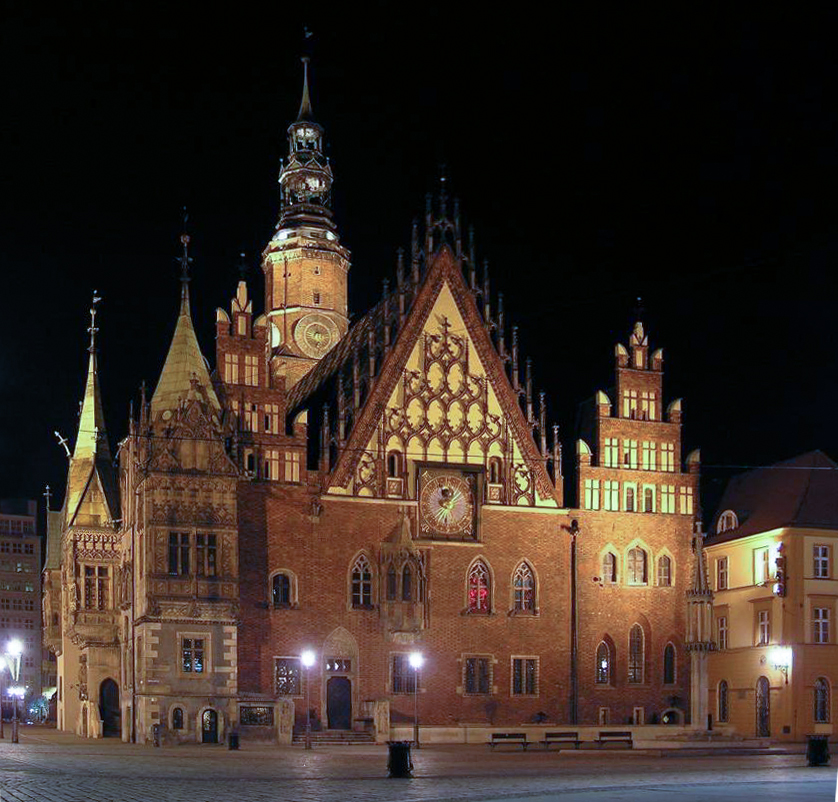
Tòa thị chính cũ tại Wrocław, Ba Lan từ thế kỉ thứ 13

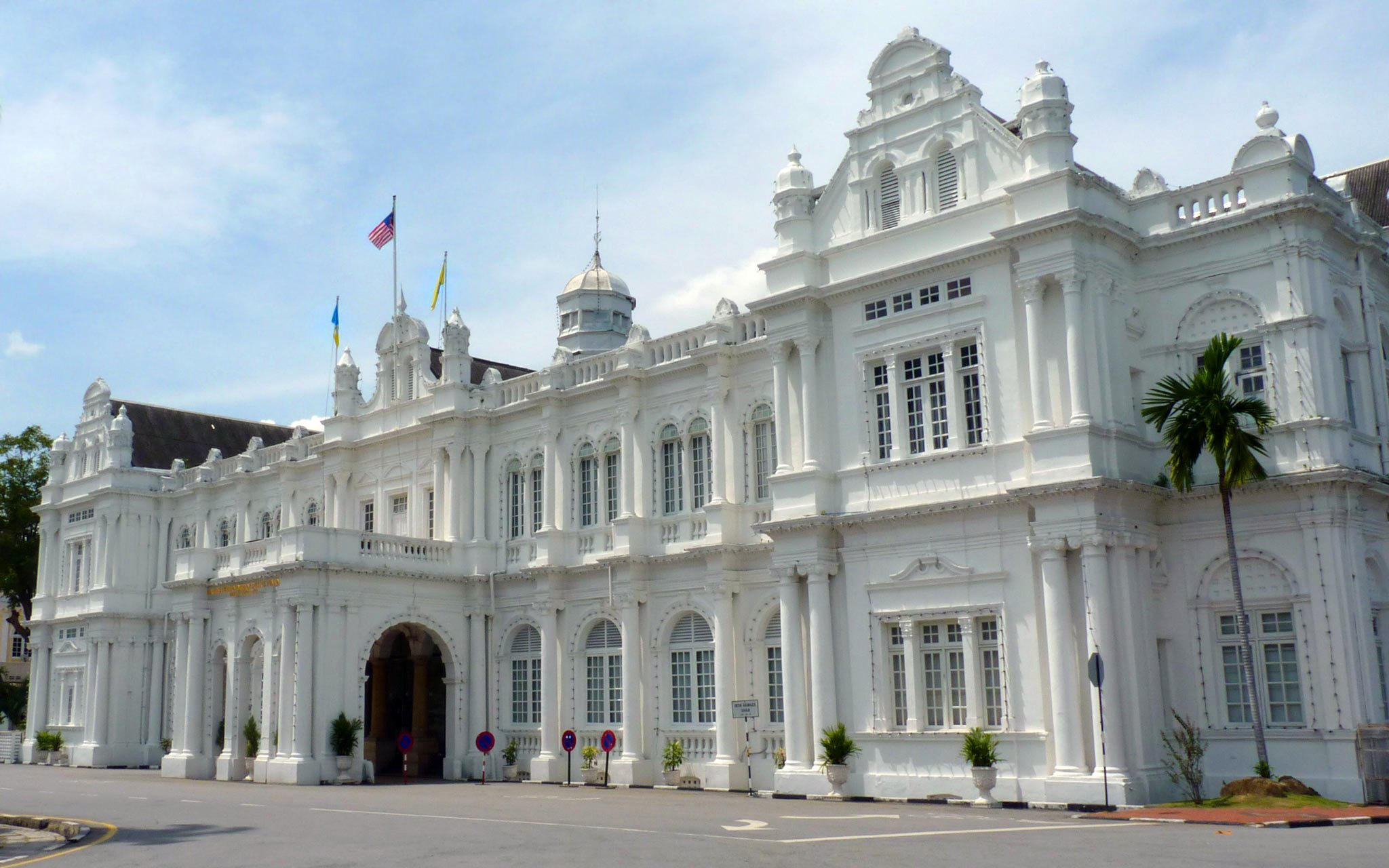
Tòa thị chính George Town, Penang, nơi đặt văn phòng của Hội đồng thành phố đảo Penang tại Malaysia

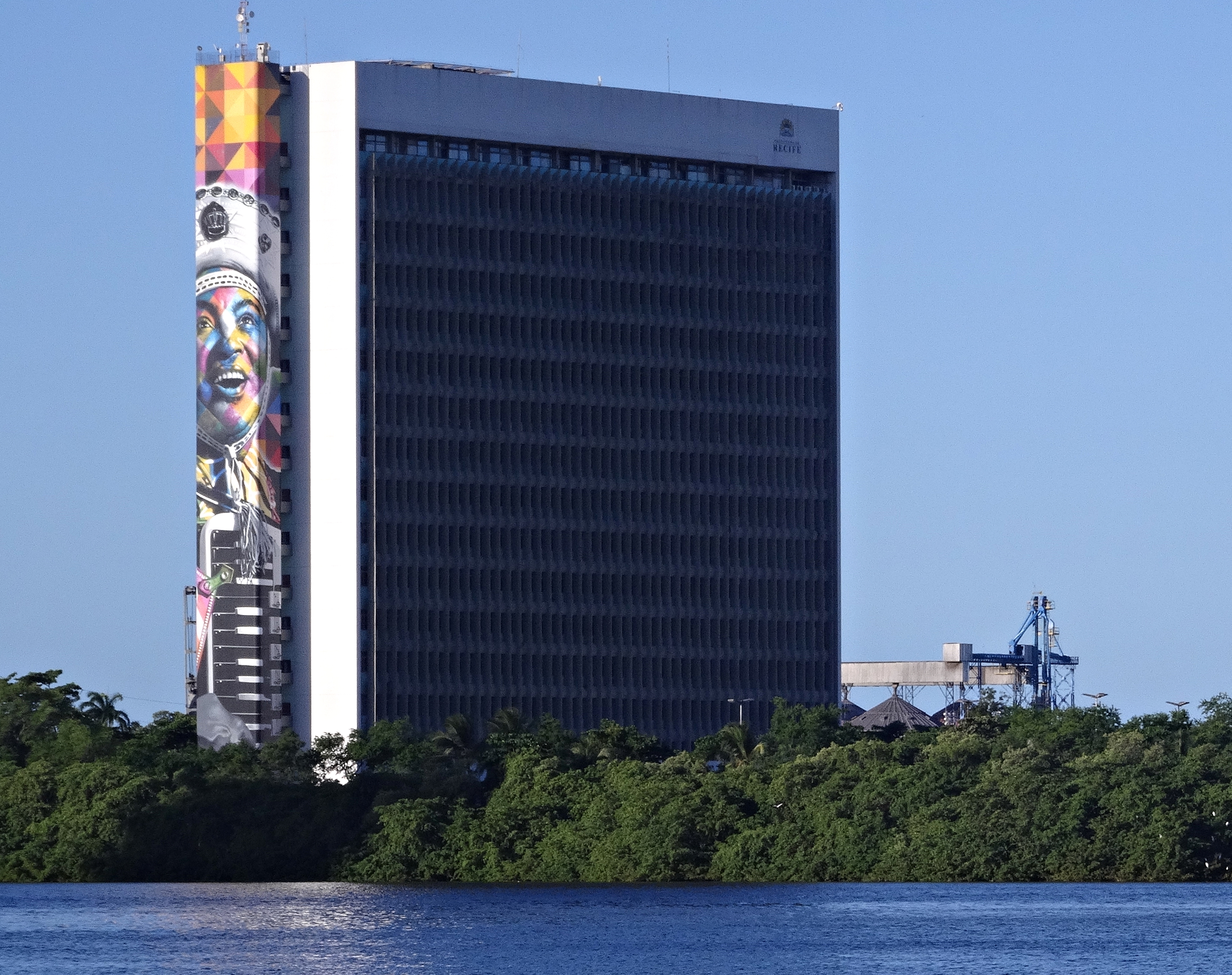
Tòa thị chính Recife, Brasil

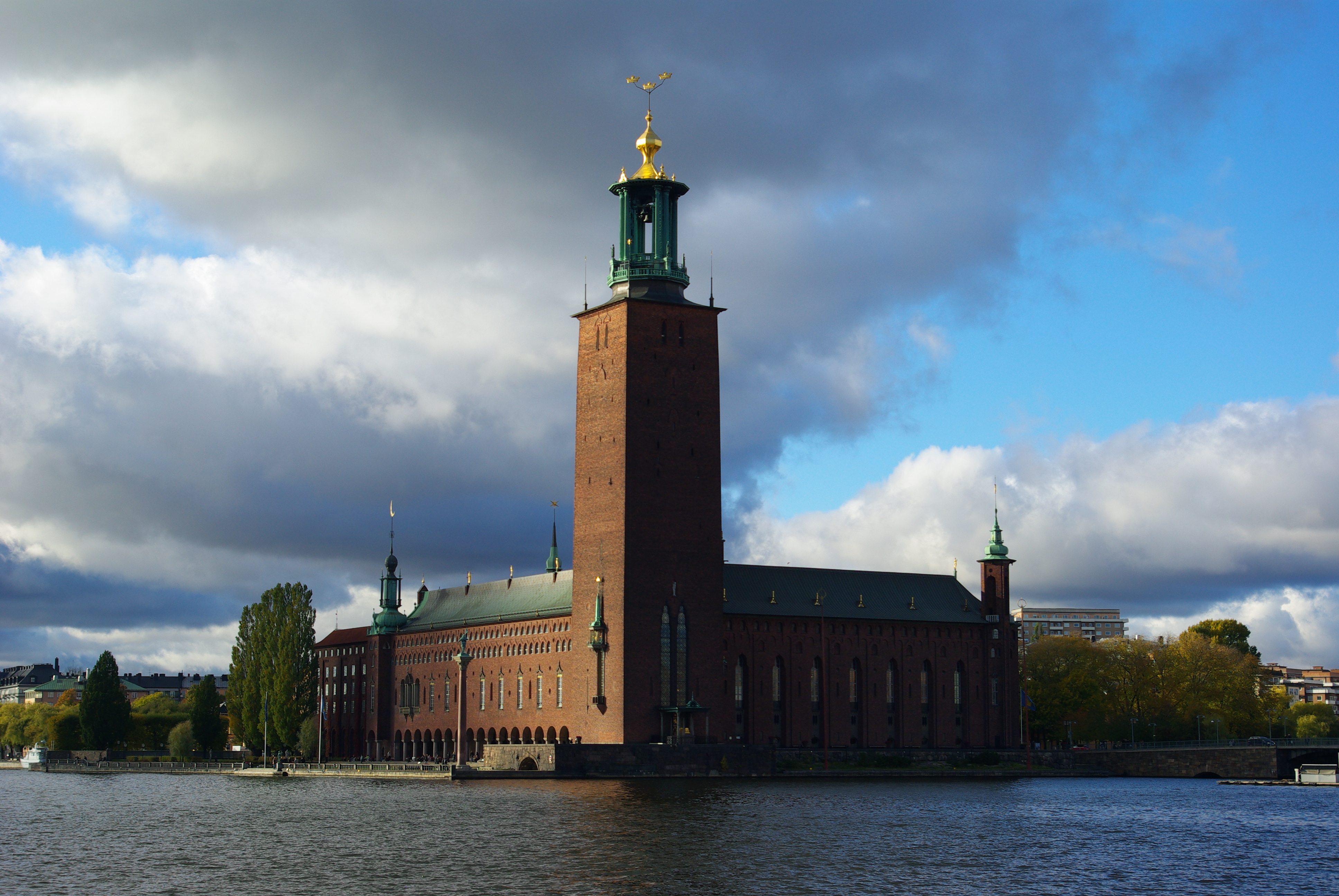
Tòa thị chính Stockholm, nơi diễn ra Buổi tiệc Nobel vào ngày 10 tháng 12 hàng năm

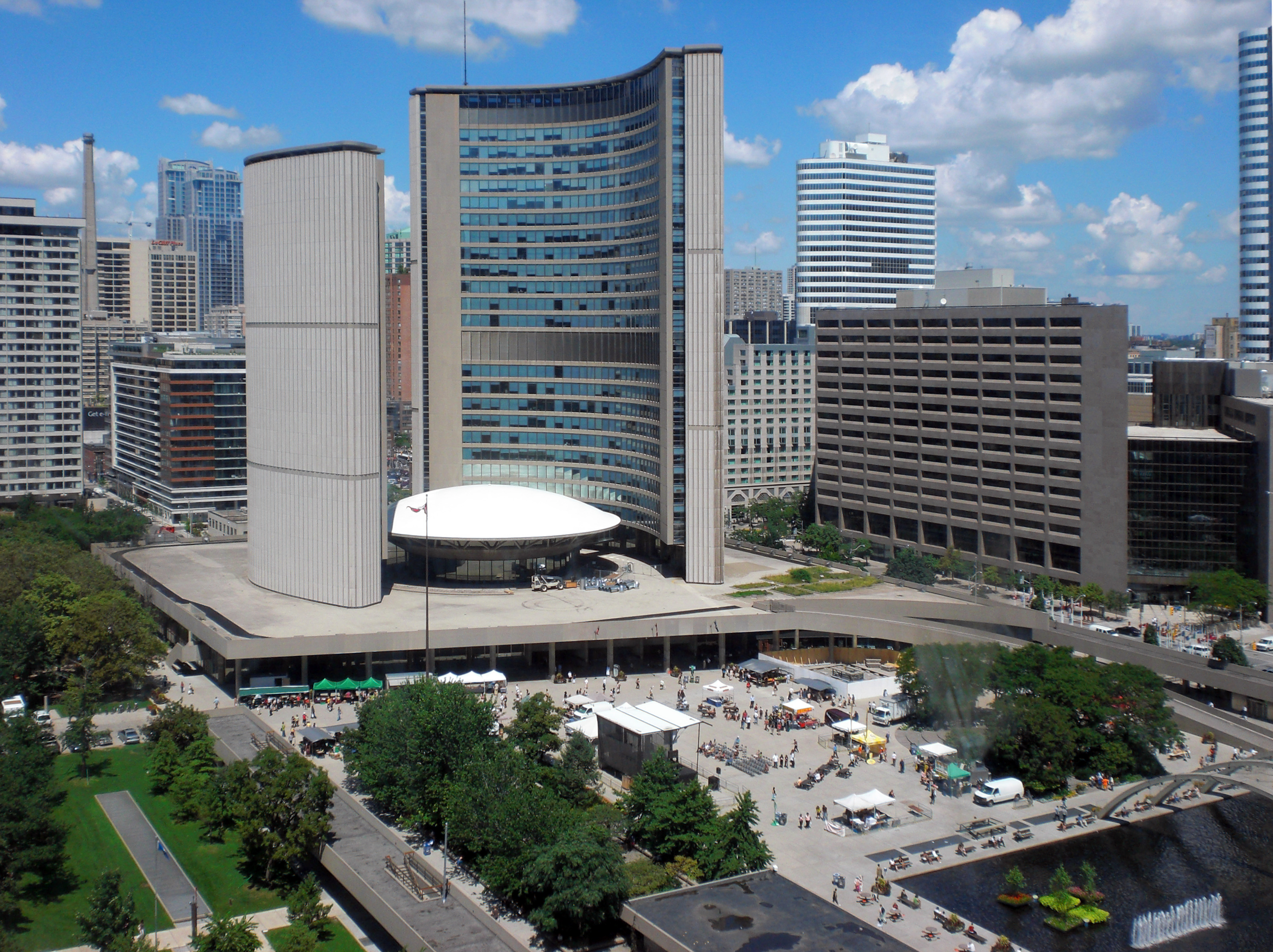
Tòa thị chính Toronto tại Canada

Trong chính quyền địa phương, một tòa thị chính, còn gọi là tòa thị sảnh, tòa nhà chính quyền địa phương hay trụ sở công đoàn (tiếng Anh: city hall, town hall, civic centre) là trụ sở hành chính trung ương của một thành phố, thị trấn, hay những đơn vị hành chính khác. Đây thường là nơi làm việc của hội đồng thành phố, các ban ngành liên quan và nhân viên khu vực công. Nơi này cũng thường là công sở của thị trưởng thành phố, thị trấn hay hạt.
Theo thông lệ, trước giữa thế kỉ 19, một sảnh lớn (tiếng Anh: hall) trở thành một phần quan trọng của tòa nhà đặt hội đồng. Sảnh này có thể được dùng cho các cuộc họp hội đồng và những sự kiện quan trọng khác. Sảnh thị trấn (hay sảnh thành phố) sau này được dùng để chỉ cả tòa nhà và cơ quan hành chính bên trong nó.
Chính quyền địa phương có thể dùng tòa nhà để khuyến khích và nâng cao chất lượng cuộc sống của cộng đồng. Trong nhiều trường hợp, tòa thị chính không chỉ là tòa nhà để chính phủ làm việc mà còn là cơ sở cho nhiều hoạt động dân sự và văn hóa như trưng bày nghệ thuật, biểu diễn sân khấu, triển lãm và lễ hội. Các tòa thị chính hay trung tâm dân sự hiện đại thường được thiết kế với tính đa dạng và linh hoạt.
Đây thường là biểu tượng của chính quyền địa phương, thường có kiến trúc đặc biệt, và có thể mang ý nghĩa lịch sử lớn lao –  ví dụ Guildhall, Luân Đôn. Các tòa thị chính đôi khi còn là biểu tượng văn hóa cho chính thành phố đó.

## Lịch sử
Ở La Mã cổ đại, các tòa nhà lớn gọi là vương cung thánh đường (basilica) là nơi chính quyền cai quản thành phố, giải quyết các công việc pháp lý, và trao đổi hàng hóa và thương mại. Những vương cung thánh đường đầu tiên tại Công trường La Mã bao gồm Vương cung thánh đường Porcia (184 TCN) và Vương cung thánh đường Aemilia (179 TCN).
Vào thời kì Trung Cổ, "trụ sở chính" của thành phố được xây dựng ở trong cung điện hoặc lâu đài của quý tộc phong kiến cai trị thành phố, ông ấy đưa ra cung cấp dịch vụ cai trị (đại đa số dịch vụ pháp luật) cho cư dân thành phố.
Đến cuối thời Trung Cổ, thị trấn và thành phố tự do đế quốc ở châu Âu đã xây dựng kiến trúc chợ phiên và những chợ phiên này cũng được dùng để tập kết cư dân thành phố và cung cấp dịch vụ cho cư dân. Những kiến trúc này trên thực tế là loạt kiến trúc đầu tiên của ban ngành hành chính thành phố. Toà thị chính Cologne xây dựng vào năm 1135, là một thí dụ đầu tiên của loại kiến trúc đó. Ngoài ra, Toà thị chính Siena xây dựng ở thành phố Siena, Ý vào năm 1297 và Toà thị chính Fiorenza xây dựng ở thành phố Firenze vào năm 1299. Những toà nhà này rất bền vững, bao gồm một toà tháp cao, một đại sảnh và một số văn phòng cung cấp dịch vụ hành chính thành phố bao gồm kho lưu trữ hồ sơ thành phố. Hai toà nhà này trở thành mô hình tiêu chuẩn của toà nhà hành chính thành phố ở châu Âu. Trong các lầu tháp đặt ở trên đỉnh của toà thị chính xếp đặt đồng hồ, trên thực tế, chỉ đạo sinh hoạt và công việc của cư dân thành phố. Toà thị chính Brussels xây dựng vào thế kỉ 15, bao gồm một tháp đồng hồ cao 96 mét, là hình mẫu của nhiều toà thị chính ở châu Âu suốt thế kỉ 19, thí dụ Toà thị chính Vienna.
Trong thế kỉ 19, toà thị chính bắt đầu bao gồm các "phòng đọc sách" để giáo dục cư dân thành phố, sau này việc hội đồng thành phố quản lý một thư viện công cộng trở nên phổ biến. Phòng họp lớn của tòa nhà trở thành nơi tiếp đón, yến tiệc, khiêu vũ và giải trí cho công chúng.
Đến thế kỉ 20, tòa thị chính bắt đầu trở thành nơi để mọi người bầu cử, tiêm chủng, trú ẩn khi có thiên tai, và những hoạt động dân sự và giải trí khác.